# Олів'є Сібоні
Олів'є Сібоні (фр. Olivier Sibony) — французький письменник, освітянин, консультант з прийняття стратегічних рішень, спеціаліст із якості стратегічного мислення. Викладає стратегію, процес прийняття рішень та розв'язання проблем у бізнес-школі HEC Paris. Також Сібоні є доцентом у Школі бізнесу Саїда при Оксфордському університеті.
Олів'є пропрацював 25 років старшим партнером у компанії McKinsey & Company у Франції та США. Там він продумував глобальну стратегію розвитку та був керівником сектору споживчих товарів та роздрібної торгівлі.

## Дослідження
Наукові інтереси Олів'є зосереджені на поліпшенні якості прийняття рішень шляхом зменшення впливу поведінкових упереджень. Він є автором та співавтором численних статей у наукових журналах (Strategy Science, Long Range Planning, Research in Economics) та в спеціалізованих виданнях (Harvard Business Review, McKinsey Quarterly, MIT Sloan Management Review, California Management Review).

## Книги
Сібоні є співавтором книжки «Стратегор» («Strategor — 8e éd. — Toute la stratégie de la start-up à la multinationale: Toute la stratégie de la start-up à la multinationale»), що вважається найкращим франкомовним посібником зі стратегії. У цій книзі автор концентрується на своєму досвіді консультування топкерівників щодо прийняття стратегічно важливих та дієвих рішень.
У січні 2019 року вийшла друком його книга «Досить уже помилок. Як упередження впливають на наші рішення» («Vous Allez Commettre Une Terrible Erreur!»), яка була нагороджена фондом Manpower Foundation Grand Prize 2019 року як найкраща книга з управління.

## Цікаві факти
- Книжка «Досить уже помилок. Як упередження впливають на наші рішення» була перекладена Мариною Марченко та вийшла друком у видавництві «Лабораторія» у 2020 році.